# Eva Mudrová
Eva Mudrová, rozená Kunertová (5. února 1933 Hať u Opavy – 17. srpna 2024 Ostrava-Výškovice), byla česká rozhlasová moderátorka a televizní hlasatelka a reportérka.

## Kariéra
Narodila se v Hati u Opavy, její otec byl český četník. Z Hatě byli odsunuti během německého záboru pohraničí po mnichovské dohodě.
Ještě před dokončením obchodní akademie, kde se věnovala i divadlu, v roce 1952 nastoupila do ostravského studia Československého rozhlasu a 31. prosince 1955 byla první hlasatelkou při zahájení vysílání Československé televize z nově otevřeného studia v Ostravě. Později se v televizi věnovala práci reportérky, zejména z průmyslového prostředí. Spolu s hercem Josefem Kobrem uváděla také ostravskou verzi televizní soutěže Hádej, hádej hadači. Stálé angažmá si ale ponechala v rozhlase, a to až do roku 1968, kdy se účastnila vysílání během srpnové invaze vojsk Varšavské smlouvy. Za to v roce 1969 o místo přišla, krátce v rozhlase působila jako písařka a pak až po čtyřech letech našla zaměstnání v mlékárnách v Ostravě-Martinově. Do rozhlasu se vrátila až po roce 1989, kde natáčela pořad Apetýt.

## Osobní život
Provdala se za televizního režiséra Františka Mudru, měli dvě děti, syna Jana (* 1960) a dceru Hanu (* 1962). Žila v Ostravě a zemřela v hospici Svatého Lukáše v Ostravě-Výškovicích.